# Erik Knudsen (acteur)
Pour les articles homonymes, voir Erik Knudsen et Knudsen.
Erik Knudsen est un acteur canadien, né le 25 mars 1988 à Toronto (Ontario).

## Biographie
Erik Knudsen a commencé à jouer en 2000 dans un téléfilm Common Ground, dans un film Tribulation et à nouveau dans le téléfilm Le Père Noël a disparu.
Après quelques téléfilms, il obtient un rôle dans la série Le Protecteur (The Guardian), une série inédite pendant quatre épisodes. Après d'autres nombreux inédits en France, en 2005, il est Daniel Matthews dans le film Saw 2, aux côtés de Donnie Wahlberg. 
Un an plus tard, il est l’un des héros de la série Jericho, phénomène de CBS aux côtés de Skeet Ulrich, Gerald McRaney et Ashley Scott. C'est dans cette série qu'il se fait remarquer. Il participe à la seconde saison, mais la série est annulée, en raison d'audiences décevantes. 
En 2006, il décroche le rôle de Jonathan Ward dans le film Bon Cop, Bad Cop. 
Il rebondit et apparaît, en 2008, dans The Prize Winner of Defiance, Ohio avec Julianne Moore et Woody Harrelson.
En 2011, il joue ensuite dans la suite de la célèbre trilogie Scream 4 en compagnie de Neve Campbell, Courteney Cox et David Arquette.
Puis, de 2012 à 2015, il tient le rôle principal d'Alec Sadler lors des quatre saisons de la série canadienne Continuum.

## Filmographie

### Cinéma
- 2000 : Tribulation : Tom Canboro jeune
- 2005 : The Prize Winner of Defiance, Ohio de Jane Anderson : Rog Ryan à 13 ans
- 2005 : Saw II : Daniel Matthews (VF : Hervé Grull)
- 2006 : Booky Makes Her Mark : Arthur Thomson
- 2006 : Bon Cop, Bad Cop : Jonathan Ward
- 2006 : A Lobster Tale : Timmy Brock
- 2009 : Be Bad ! (Youth in Revolt) : Leroy « Lefty »
- 2010 : Scott Pilgrim (Scott Pilgrim vs. The World) : Luke "Crash" Wilson
- 2011 : Sortilège (Beastly) : Trey Parker
- 2011 : Scream 4 de Wes Craven : Robbie Mercer
- 2012 : The Barrens : Ryan
- 2017 : Bon Cop Bad Cop 2 : Jonathan Ward

### Télévision

#### Téléfilms
- 2000 : Common Ground (en) : Johnny Burroughs jeune
- 2000 : Le Père Noël a disparu (Santa Who?) : Nasty Boy
- 2001 : Seuls dans le noir (Blackout) : Ian Robbins
- 2001 : Une Nouvelle Vie (The Familiar Stranger) : Chris Welsh jeune
- 2001 : Un bébé à tout prix (Stolen Miracle) : Tommy
- 2003 : À nous de jouer (Full-Court Miracle) : TJ Murphy
- 2008 : Mon Protégé (A Teacher's Crime) : Jeremy Rander
- 2014 : Client fatal (Client Seduction) : Dennis Brunner

#### Séries télévisées
- 1999 : Real Kids, Real Adventures : Alex Shreffler
- 2000 : Unité 156 (In a Heartbeat) : Jason
- 2001 : Doc : Mitch
- 2002 : Le Protecteur (The Guardian) : Hunter Reed
- 2003 : Mental Block : Donovan Mackay
- 2004 : Blue Murder : Jake Green
- 2005 : Kevin Hill : Ryan Stallinger
- 2006-2008 : Jericho : Dale Turner
- 2008 : Flashpoint : Jackson Barcliffe
- 2012-2015 : Continuum : Alec Sadler
- 2012 : Saving Hope : Mitchell
- 2016 : 12 Monkeys : Thomas Crawford Junior (saison 2 épisode 3)
- 2017 : Ransom : Lucas Hamil
- 2017 : The Mist : Vic

## Distinction

### Nomination
- Young Artist Awards 2002 : meilleure performance dans une série télévisée pour un jeune acteur ayant un rôle récurrent dans Le Protecteur